# Francis-André Wollman
Francis-André Wollman est un biologiste français né le 5 mai 1953. 
Il est directeur de recherche au CNRS et travaille à l'Institut de biologie physico-chimique (IBPC) à Paris. Il est membre de l'Académie des sciences.
Ses grands-parents, Eugène et Elisabeth Wollman, chercheurs à l'Institut Pasteur, furent les pionniers de découvertes sur le phage et la lysogénie (des travaux ultérieurs de André Lwoff lui valurent le prix Nobel en 1965). Leurs travaux furent brutalement interrompus en décembre 1943 à la suite de leur arrestation par la police française et leur assassinat à Auschwitz (un prix de l'académie des sciences leur est dédié). Son père Élie Wollman, également chercheur à l'Institut Pasteur dont il fut le directeur adjoint pendant des années, fut l'un des pionniers de la génétique bactérienne et mis à jour la nature génétique du prophage et la sexualité des bactéries. Ce dernier travail fut effectué en collaboration avec François Jacob qui reçut le prix Nobel, également en 1965.

## Biographie
Après des études universitaires de physico-chimie, il devient boursier de la Délégation Générale à la Recherche Scientifique et Technique (DGRST) en 1975 pour étudier les membranes biologiques. En 1977 il passe sa Thèse de 3e cycle (PhD) à l'Université Paris VII (devenue Paris Diderot), suivie en 1982 par une Thèse d’État (Habilitation) dans la même Université. Il fait toute sa carrière au CNRS où il est nommé Directeur de Recherche de Classe Exceptionnelle en 2005 après y être entré en 1980 comme attaché de recherche.
Il effectue toute sa recherche scientifique à l'IBPC à Paris, un établissement de recherche fondé en 1927 où il rejoint le laboratoire de Pierre Joliot en 1975. De 1998 à 2018, il dirige ce laboratoire devenu une unité de recherche mixte CNRS-Université-Pierre et Marie Curie, sous l'intitulé Physiologie Membranaire et Moléculaire du Chloroplaste (UMR7141). Dans la même période il se voit confier en 2007 la direction de l'Institut de Biologie Physico-Chimique, une fonction qu'il exercera jusqu'en 2018. 
En 2012, il devient également Directeur du Laboratoire d'Excellence Labex Dynamo qui regroupe biologistes et chimistes, travaillant à l'IBPC au Collège de France et à l'École normale supérieure, sur différents aspects de la biogenèse, la fonction et l'évolution des membranes transductrices d'énergie. 
Très attaché à la défense de la recherche publique, dont les dimensions culturelles, éducatives et économiques lui paraissent essentielles au rayonnement du pays, il préside la section de Biologie Végétale du Comité National de la Recherche Scientifique de 2000 à 2004 puis siège au Conseil supérieur de la recherche et de la technologie de 2005 à 2014 et au Conseil Scientifique du CNRS de 2014 à 2018. En 2004, il participe activement au mouvement Sauvons la Recherche et devient membre du bureau du Comité d'Initiative et de Proposition (CIP), animés par Étienne-Émile Baulieu et Édouard Brézin (Président et Vice-Président de l'Académie des Sciences), qui organise les États Généraux de la Recherche à Grenoble.

## Travaux scientifiques
Les travaux scientifique de Francis-André Wollman ont été consacrés à la biogenèse, la régulation et l’évolution de la photosynthèse oxygénique. Utilisant la puissance de l’approche génétique chez une microalgue, Chlamydomonas reinhartdii, il a combiné des approches de biophysique de biochimie et de biologie structurale, pour établir une cartographie exhaustive de la composition des protéines de la photosynthèse et de leur organisation supramoléculaire au sein des membranes photosynthétiques,. Il a montré combien cette organisation est dynamique permettant à la photosynthèse de réagir aux changements de l’environnement,,.  
Ses travaux sur la biogenèse l’appareil photosynthétique l’ont conduit à identifier des innovations post-endosymbiotiques décisives pour l’intégration génétique des compartiments nucléo-cytosolique et chloroplastique. Ses travaux montrent comment le noyau de la cellule photosynthétique a pris le contrôle de l'expression des gènes du chloroplaste,,. Il a découvert, dans le chloroplaste, un mécanisme original d'auto-régulation de traduction pour certaines protéines de la photosynthèse qui ne sont produites que si elles peuvent s'assembler dans un complexe protéique fonctionnel (processus CES),,. Il a revisité les premiers temps de l'endosymbiose en montrant comment les signaux d’adressage des protéines aux organites intracellulaires dériveraient de peptides antimicrobiens contre lesquels les ancêtres des mitochondries et des chloroplastes ont développé une résistance. 

## Prix et distinctions honorifiques

### Prix et distinctions
- 1984 : Prix de l'Académie des Sciences en hommage aux Savants Français assassinés par les Allemands
- 1996 : Prix Foulon de l'Académie des Sciences
- 2000 : Médaille d'argent du CNRS[14]
- 2018 :  Chevalier de la Légion d'honneur

### Sociétés scientifiques
- 1999-2003 : Président de la Société Française de Photosynthèse[réf. nécessaire]
- 2004-2010 : Membre du conseil d'administration de la Société internationale de photosynthèse[réf. nécessaire]
- 2000 : Membre de l'EMBO (Organisation Européenne de Biologie Moléculaire)
- 2017 : Membre élu de l'Academia Europaea[15]
- 2017 : Membre élu de l'Académie des sciences[16]

### Activités institutionnelles
- 2000-2004 : Président de la section de biologie végétale du comité national de la recherche scientifique
- 2005-2014 : Membre du Conseil supérieur de la recherche et de la technologie,  placé auprès du Ministère de l'Enseignement supérieur et de la Recherche.
- 2006-2014 : Membre du conseil scientifique des sciences du vivant au CNRS
- 2007-2010 : Membre du conseil scientifique de la région Ile de France.
- 2007-2012 : Membre du Conseil d'administration de l'Université Henri Poincaré, Nancy, France.
- 2007-2018 : Membre de l'Assemblée des 100  de l'Institut Pasteur.
- 2014 : Membre du comité exécutif de l'Université Paris Sciences et Lettres (PSL)
- 2014-2018 : Membre du conseil scientifique du CNRS
- 2019 : Membre du Conseil d'administration de la Fondation Edmond de Rothschild